# Улар тибетський
Улар тибетський (Tetraogallus tibetanus) — вид куроподібних птахів родини фазанових (Phasianidae). Поширений у Південній Азії.

## Поширення
Поширений на високогір'ях у Памірі, Тибеті, Куньлуні, ГІмалаях та Наньшані. Птах тримається на гірських схилах і здійснює лише незначні сезонні міграції. У сніжні зими мешкає на висоті від 3900 до 4000 метрів. Влітку тримається на дуже великих висотах. Наприклад, на Памірі влітку він мешкає на висоті понад 4300 метрів.

## Підвиди
У межах великого ареалу розрізняють сім підвидів, які дещо відрізняються забарвленням:
- T. t. tibetanus Gould, 1854: Памір, Каракорум, Ладакх і північно-західна частина Куньлунь;
- T. t. tschimenensis Sushkin, 1926: Куньлунь;
- T. t. centralis Sushkin, 1926: Південний Тибет;
- T. t. przewalskii Bianchi, 1907: північно-східний Тибет і Наньшань;
- T. t. henrici Oustalet, 1891: Тибетські гори;
- T. t. aquilonifer Meinertzhagen, R. & Meinertzhagen, A, 1926: Сіккім і прилеглі частини Гімалаїв;
- T. t. yunnanensis Yang & Xu 1987 у північній Юньнані.

## Опис
Менший за гімалайського улара, завдовжки 50–56 см. Вага самця 1500—1750 г, самиця 1170—1600 г. Цей вид має сіру голову та шию з білою плямою, що тягнеться позаду ока, позаду темних щік. Підборіддя, горло і груди білі, з двома сірими смугами на грудях. Сірі криючі та третинні махові пера мають білий край. Другорядні мають широку білу смугу на задньому краї, яка утворює чітко помітну смугу крила. Низ білий, з чорними смугами на боках і череві. Хвіст рудувато-бурий, підхвістя чорне. Ноги і дзьоб червонуваті. Статі подібні, але самиця має бежеву заглазну пляму, чорнувато-бежеві плями з боків голови, шиї та грудей, а також відсутність шпор на лапках, наявних у самця.

## Спосіб життя
Зимовий раціон тибетських уларів складається з бруньок і сухих стебел альпійських рослин. Влітку вони також їдять зелене листя, молоді пагони і квіти різних багаторічних рослин. Восени, крім сухих частин рослин, вони споживають також велику кількість кореневищ і бульб різних рослин.
У зимові місяці живуть невеликими зграями. Навесні вони розчиняються, тому з початку травня птахів можна спостерігати переважно парами. Відкладання яєць відбувається на всьому ареалі поширення в другій половині травня. Гніздо являє собою неглибоке дупло, яке лише злегка вкрите частинами навколишніх рослин. Він розташований серед скель на невеликій ділянці глинистого ґрунту.
Повна кладка складається з чотирьох-семи яєць. Інкубаційний період невідомий. У період розмноження півень тримається біля гнізда. Доглядом за молодняком займаються обоє батьків.